# Parafia Matki Bożej Szkaplerznej w Naramie
Parafia Matki Bożej Szkaplerznej w Naramie – rzymskokatolicka parafia znajdująca się w diecezji kieleckiej, w dekanacie skalskim, w Polsce.
Do parafii należy pochodząca z 1980 kaplica filialna pw. Matki Bożej Częstochowskiej w Domu Pomocy Społecznej w Owczarach.
Z parafii pochodzi generał paulinów o. Józef Płatek OSPPE.

## Historia
Pierwszy, drewniany kościół w Naramie ufundował w 1617 właściciel wsi Paweł Żydowski. 14 lipca 1654 konsekrował go biskup pomocniczy krakowski Olbracht Lipnicki. Przy kościele nie istniała jednak parafia, a posługę duszpasterską pełnili dominikanie i karmelici, którzy jednak musieli opuścić wieś po III rozbiorze Polski. Od tego czasu nabożeństwa w kościele były sprawowane nieregularnie przez księży z parafii Narodzenia św. Jana Chrzciciela w Korzkwi, do której należała Narama.
Po odzyskaniu przez Polskę niepodległości w 1918 biskup kielecki Augustyn Łosiński erygował parafię w Naramie. W jej skład oprócz części parafii w Korzkwi weszły miejscowości należące dotychczas do parafii św. Małgorzaty w Smardzowicach, Narodzenia Najświętszej Maryi Panny w Minodzie, Trójcy Świętej w Iwanowicach i św. Jakuba Apostoła w Więcławicach Starych.
W styczniu 1980 XVII-wieczny kościół parafialny doszczętnie spłonął. W 1981 rozpoczęto budowę nowego kościoła, który został konsekrowany 9 listopada 1986 przez biskupa kieleckiego Stanisława Szymeckiego.